# Pišćanovec
Pišćanovec je naselje u Republici Hrvatskoj, u sastavu Grada Varaždinskih Toplica, Varaždinska županija. 

## Položaj naselja
Piščanovec se nalazi 3 km južno od Varaždinske Toplice između desne obale rijeke Bednje i sjevernih padina Kalničkog gorja. Ima 80 stanovnika. Pripadaju mu zaselci Horvatovec i Vidobornjak (Vidobernjak). Nalazi se na lokalnoj cesti Varaždinske Toplice - Piščanovec - Čurilovec. Gospodarska osnova: vinogradarstvo, poljodjelstvo, stočarstvo i poduzetništvo. 
Zaselak Horvatovec nalazi se uz cestu kroz lokalitet Preki za Vidobernjak i Piščanovec prema Kozjem hrptu i dalje na jug za Križevci, a prema zapadu kroz Čurilovec i Kalnička Kapela dalje kroz Ljubeščica prema glavnoj cesti Varaždin - Zagreb
Piščanovec sa svojim zaselcima pripada župi svetog Martina u Varaždinskim Toplicama.

## Povijest
Krajem XVI. stoljeća i početkom XVII. stoljeća Piščanovec naseljavaju kalnički plemenitaši i plemići pridošli iz Hrvatskog primorja.
Po darovnici Ivana III. Draškovića od 18. lipnja 1647. plemenitim ljudima: Andriji Žust, Martinu Jakuš, Stanislavu Sišćan, Jurju Bočani, Jurju Gredelj, Ivanu Draganić, Jurju Ivanek, Grguru i Marku Horžić, Ivanu Horg, Ivanu Modrić i Marku Kurtić su pripali posjedi i u Piščanovcu. Prije toga spominju se, 1609. godine predci nekih od navedenih i to Stjepan Modrić, Stjepan Draganić, Kurtić i drugi u sporu oko posjeda Čurilovec i Piščanovec. 
Godine 1868. Zagrebački kaptol otkupljuje oveći posjed s oko 200 jutara šuma i polja zajedno s kurijom Piščanovec od Mirka pl. Drenovačkog za 24.000 forinti. 
Zaselak Horvatovec dobio je ime po predijalistima Horvat (Horvathy, Horvath) - potomcima bana Ivana Horvata Nikoli - kako u zapisu iz 1483. godine stoji Mikon (što je u stvari oblik imena Nikola - Mikan, Mikonja) i unuk Nikole Ivan literat. Sin Nikole je bio i Ladislav. Svi su oni bili predijalisti Zagrebačkog kaptola. Godine 1401. otkupljuje neka obradiva zemljišta Ivan sin Nikole Horvata oko svojih predijalnih posjeda. Taj zapis se sačuvao u prijepisu Čazmanskog kaptola iz 1483. godine. Tako je Horvatovec dobio ime po predijalistima Horvat čiji su se prediji Ilinec i Domkovec nalazili u blizini, odnosno po vlasnicima zemljišta obitelji Horvat prozvano je naselje Horvatovec. Obitelj Horvat je od XIV. i XV. stoljeća prerasla do danas u rod.

## Stanovništvo
Prema popisu stanovništva iz 2001. godine, naselje je imalo 80 stanovnika te 33 obiteljskih kućanstava.
| broj stanovnika | 72    | 65    | 140   | 170   | 180   | 172   | 161   | 179   | 167   | 173   | 158   | 129   | 95    | 90    | 80    | 73    | 53    |
|                 | 1857. | 1869. | 1880. | 1890. | 1900. | 1910. | 1921. | 1931. | 1948. | 1953. | 1961. | 1971. | 1981. | 1991. | 2001. | 2011. | 2021. |